# IC 1592
IC 1592 ist eine Galaxie vom Hubble-Typ S? im Sternbild Fische auf der Ekliptik. Sie ist schätzungsweise 220 Mio. Lichtjahre von der Milchstraße entfernt und hat einen Durchmesser von etwa 65.000 Lj.
Im selben Himmelsareal befindet sich u. a. die Galaxie IC 1598.
Das Objekt wurde am 15. Januar 1895 von Herbert Alonzo Howe entdeckt.